# Can Carreter (Amer)
Can Carreter és un edifici medieval d'Amer (Selva) que forma part de l'Inventari del Patrimoni Arquitectònic de Catalunya.

## Descripció
Edifici de tres plantes i coberta de doble vessant a façana situada a la part esquerra de la plaça del monestir entrant per Can Terme. La casa és arrebossada i pintada de color rosat a excepció dels emmarcaments de pedra de les obertures de la planta baixa. Actualment està enganxada a Can Terme per una volta de rajola que fa d'entrada oriental a la plaça (Veure la fitxa referent a Can Terme, Amer).
A principis del segle XXI és un edifici reformat tant a l'exterior com a l'interior i només resta de l'anterior edificació l'estructura i els marcs d'algunes obertures de la planta baixa.
La planta de la casa és rectangular. La planta baixa té tres portes, dues d'elles emmarcades parcialment de blocs de pedra i una columna de formigó entre elles i l'altra del tot emmarcada de pedra, amb una llinda de pedra datada del segle xviii. Les finestres del primer i segon pis són metàl·liques i unides per una estructura també metàl·lica. La cornisa està formada per un ràfec d'una filera de teula.

## Història
Casa d'origen medieval reformada en època moderna i contemporània. L'última gran reforma ha estat després de 1991.
L'any 1989-1990, davant de Can Carreter, van tenir lloc les excavacions arqueològiques per estudiar l'antic claustre del monestir, destruït al segle XV.